# Zagadnienia brzegowe teorii potencjału
Zagadnienia brzegowe teorii potencjału – poszukiwanie wartości granicznych lub brzegowych.
W geodezji fizycznej można podać związki funkcyjne pomiędzy pochodnymi tych samych parametrów. W celu rozwiązania równań różniczkowych n-tego rzędu należy podać tyle stałych całkowań jaki jest rząd tego równania, czyli n. By otrzymać rozwiązanie szczególne potrzebujemy mieć n-1 wartości początkowych mieszczących się w przedziale zmienności funkcji będącej rozwiązaniem równania.

## Pierwsze zagadnienie brzegowe
Zwane jest również zagadnieniem Dirichleta. Ma na celu wyznaczenie funkcji harmonicznych (potencjału) na zewnątrz pewnej powierzchni (S) na podstawie granicznych (brzegowych) wartości tych funkcji na powierzchni (S). Zasada Dirichleta mówi, że dla dowolnie przyjętych wartości granicznych na (S) istnieje pewna funkcja harmoniczna (V), która ma wartości graniczne na powierzchni (S).

## Drugie zagadnienie brzegowe
Ma na celu wyznaczenie wartości potencjału w przestrzeni zewnętrznej lub wewnętrznej względem (S). Na powierzchni (S) zamiast potencjału (V) dane są
pochodne normalne potencjału {\displaystyle {\frac {dV}{dn}},} względem zewnętrznej normalnej do (S).

## Trzecie zagadnienie brzegowe
Na powierzchni (S) znana jest kombinacja liniowa potencjału (V) i jego pochodnej w kierunku normalnej zewnętrznej do (S) w postaci:
{\displaystyle hV+k{\frac {dV}{dn}},}
gdzie:
h, k – stałe.
Zagadnienie to ma szczególne zastosowanie w geodezji fizycznej (model wyznaczenia undulacji geoidy z anomalii grawimetrycznych).